# 2011年9月

## 9月1日
- 有关利比亚重建工作的“利比亚之友”国际会议在法国总统府召开。俄罗斯承认利过渡政权。中国国家主席胡锦涛得到邀请，但仅派出外交部副部长以观察员身份出席。[1][2]
- 中国国家主席胡锦涛向前来国事访问菲律宾总统阿基诺三世提出“可共同开发”南中国海相关海域。[3]

## 9月2日
- 在联合国出台报告谴责以色列对待加沙救援船过度使用武力之后，土耳其表示将驱逐以色列驻安卡拉大使，并暂停与以方的所有军事关系。[4]
- 维基解密网站未经删节地公布了他们所获得的25.1287万份美国国务院外交电文。[5]
- 智利军方CASA-C212型螺旋桨式飞机（CASA C-212 Aviocar）搭载21名机组人员和乘客，在距智利大约700公里的胡安·费尔南德斯群岛附近坠海（2011 Chilean Air Force CASA 212 crash），机组人员和乘客全部遇难。[6][7]
- Google進行業務大整頓，關閉Google桌面

## 9月3日
- 台风塔拉斯在日本高知县登陆，造成至少34人死亡，56人失踪。[8]

## 9月4日
- 牙买加队在韩国大邱体育场举行的第13届世界田径锦标赛男子4×100米接力比赛中获得冠军，并打破该项目的世界纪录。[9]

## 9月5日
- 中国海洋石油与康菲公司合作开发的蓬莱19-3油田在发生油田溢油事故3个多月后，全面停止了油田的生产作业。[10]

## 9月6日
- 瑞士国家银行宣布将瑞士法郎与欧元挂钩，确定欧元与瑞士法郎的汇率不低于1.20的比值，以遏制瑞士法郎升值势头。[11]
- 印度與孟加拉簽署備忘錄，結束40年以來的邊界紛爭。[12]

## 9月7日
- 印度首都德里高级法院发生爆炸，至少造成11人死亡，85人受伤[13][14]。
- 巴基斯坦西南部城市奎塔发生两起爆炸袭击，至少25人死亡，40多人受伤[15][16]。
- 日本新华侨报网报道，日本福井县54家事务所严重违反日本《劳动基准法》和《劳动安全卫生法》的现象，涉及中国研修生200余人[17]。
- 俄罗斯雅克服务航空公司的一架雅克-42型客机在雅罗斯拉夫尔附近坠毁，导致至少43人死亡，大部分为雅罗斯拉夫尔火车头冰球队的队员。[18]
- 卡罗尔·巴茨（Carol Bartz）被解除雅虎CEO职务，由首席财务官蒂姆·莫尔斯（Tim Morse）临时接替，巴茨将获得1,040万美元解雇金。[19]。

## 9月8日
- 全长1830公里的俄罗斯萨哈林-哈巴罗夫斯克-符拉迪沃斯托克输气管道第一期工程正式开通。[20]

## 9月9日
- 国际刑警组织发出红色通告，要求该组织各成员国协助逮捕利比亚领导人卡扎菲、其子赛义夫和原情报部门负责人塞努西。[21]
- 數千名埃及民眾衝擊位于開羅西部吉薩的以色列使館（2011 Cairo Israeli embassy attack），抗議以軍8月18日在埃以邊境打死5名埃及士兵。埃及內政部長曼蘇爾‧埃薩維当晚宣布，開羅進入安全警戒狀態，取消警察的假期，並要求警員對抗議者保持最大程度克制。[22]
- 中国湖南省邵阳县的一艘渡轮发生沉船事故，造成包括9名儿童在内的12人死亡。[23]

## 9月10日
- 俄罗斯导演亚历山大·索库罗夫执导的电影《浮士德》在意大利威尼斯利多岛举行的第68届威尼斯电影节中获得最佳影片金狮奖。[24]
- 坦桑尼亚一艘从桑给巴尔岛驶往奔巴岛的客轮在途中沉没，造成至少220人死亡。[25]

## 9月11日
- 澳大利亚选手萨曼莎·斯托瑟获得2011年美国网球公开赛女子单打比赛的冠军。[26]

## 9月12日
- 塞尔维亚选手诺瓦克·德约科维奇获得2011年美国网球公开赛男子单打比赛的冠军。[27]
- 美国科学家亚瑟·霍里奇和德国科学家弗朗兹-乌尔里奇·哈特尔获得2011年度拉斯克獎基础医学奖，中国科学家屠呦呦获得临床医学奖。[28]

## 9月15日
- 欧洲中央银行、美国联邦储备局、英格兰银行、日本银行和瑞士国民银行宣布联手拯救欧元区银行体系，消息振奋金融市场。[29]
- 由丹麦社会民主党等政党组成的中左翼政党联盟在议会选举中获得议会多数议席，社会民主党主席赫勒·托宁-施密特将成为首位丹麦女首相。[30]
- 韩国电力部门在没有任何预报的情况下拉闸限电，导致韩国全国上下几乎陷入了瘫痪。[31]
- 法国总统萨科齐和英国首相卡梅伦访问利比亚。[32]
- 瑞士联合银行承认，该机构一名雇员未经许可进行交易，导致损失20亿美元。[33]

## 9月16日
- 俄羅斯天然氣工業股份公司原则上同朝鲜和韩国达成了建设从符拉迪沃斯托克至韩国的天然气管道项目的协议。[34]
- 第66届联合国大会在纽约联合国总部举行第二次全体会议，以114票赞成、17票反对、15票弃权的结果，同意利比亚“全国过渡委员会”成为利比亚在联合国的合法代表。[35]
- 为期三天的2011年夏季达沃斯论坛在大连落幕。论坛以“关注增长质量，掌控经济格局”为主题。[36]

## 9月18日
- 印度锡金邦发生里氏6.9级地震，造成至少83人死亡。[37][38]

## 9月19日
- 国际评级机构标准普尔公司宣布，将意大利的长期主权债务评级下调一级，从A＋降至A，前景展望为负面。[39]

## 9月20日
- 非洲联盟宣布，承认利比亚“全国过渡委员会”为利比亚人民的合法代表。[40]

## 9月21日
- 第二届中阿经贸论坛在银川市开幕。[41]
- 朝鲜韩国第二次无核化谈判在北京举行。[42]
- 美国摇滚乐队R.E.M.正式宣布解散。[43]
- 瓦伦蒂娜·马特维严科当选为俄罗斯联邦委员会主席，成为叶卡捷琳娜二世之后俄罗斯最有权力的女性。[44]

## 9月22日
- 二十国集团财长和央行行长在华盛顿发表联合声明，表示将加强协调合作，采取一切必要措施维护银行系统和金融市场稳定，如有必要，各国央行将继续为银行业提供流动性，确保银行资本金充足。[45]

## 9月23日
- 巴勒斯坦民族权力机构主席马哈茂德·阿巴斯在美国纽约联合国总部向联合国秘书长潘基文递交巴勒斯坦成为联合国会员国的申请。[46]
- 中国医学家屠呦呦作为首位中国籍华人在美国纽约领取拉斯克奖临床医学奖。[47]
- 赞比亚爱国阵线领导人迈克尔·萨塔在20日举行的总统选举中击败现任总统鲁皮亚·班达，当选为新一任赞比亚总统。[48]
- 欧洲核子研究中心OPERA实验室的研究人员通过持续的试验结果发现，中微子的移动速度可以超过光速。[49]

## 9月24日
- 俄罗斯总理弗拉基米尔·普京接受俄罗斯总统德米特里·梅德韦杰夫的提议，将参加于2012年3月举行的总统选举。[50]

## 9月25日
- 沙特阿拉伯国王阿卜杜拉·本·阿卜杜勒－阿齐兹宣布，自下届地方政府委员会选举开始，女性将获得选举权和被选举权。[51]
- 肯尼亚选手帕特里克·马卡乌获得第38届柏林马拉松赛男子组冠军，并打破该项目的世界记录。[52]

## 9月27日
- 世界衛生組織（WHO）公布統計數據指出，WHO明訂的空氣品質標準，其中PM10的年平均值須合乎每年每立方公尺20微克（μg/m3），但某些城市的 PM10已達到300μg/m3，致每年平均有200餘萬人因空氣汙染致死。[53]

## 9月28日
- 欧洲议会通过了欧盟委员会去年9月提出的一揽子6项立法建议（Stability and Growth Pact），使得欧盟可以以更严格的法律形式对违反财政纪律的国家进行纠正和惩罚，防止债务危机再度爆发。[54]

## 9月29日
- 中国首个太空实验舱天宫一号在内蒙古自治区额济纳旗酒泉卫星发射中心由长征二号F运载火箭搭载升空。[55]

## 9月30日
- 基地组织阿拉伯半岛分支重要头目安瓦尔·奥拉基在也门焦夫省被美军无人机击毙。[56]